# Játék, szenvedély...
Játék, szenvedély... (węg. Gra, pasja...) – drugi album zespołu V.M. Band, wydany nakładem Hungaroton-Favorit w 1986 roku. Album został wydany na płycie gramofonowej i kasecie magnetofonowej. W 2009 roku nastąpiło jego wznowienie – na płycie CD.

## Lista utworów
1. "Lány a hegyről" (3:16)
2. "Tánc az utolsó mozielőadás után" (3:34)
3. "Szerencsejáték" (3:18)
4. "Az angyalok ünnepén" (4:29)
5. "Játszd újra el" (3:53)
6. "Szerelmesdal" (2:13)
7. "Valakire várva" (4:00)
8. "Titkolt álmok" (3:47)
9. "Csalódás" (4:50)
10. "Nélküled túl nagy az ágy" (4:08)
11. "Gördülő kövek" (3:05)

## Skład zespołu
- Miklós Varga – wokal
- Attila Fehér – gitara
- András Ács – gitara basowa
- László Soldos – perkusja
- László Varga – instrumenty klawiszowe

### Współpracownicy
- Ferenc Muck – saksofon
- Edit Geri – wokal
- Dorka Illy – wokal
- Judit Szánti – wokal